# Комсомольское сельское поселение (Северная Осетия)
Комсомольское се́льское поселе́ние — муниципальное образование в Кировском районе Северной Осетии Российской Федерации.
Административный центр — село Комсомольское.

## История
Статус и границы сельского поселения установлены Законом Республики Северная Осетия-Алания от 5 марта 2005 года № 15-рз «Об установлении границ муниципального образования Кировский район, наделении его статусом муниципального района, образовании в его составе муниципальных образований - сельских поселений и установлении их границ»

## Население
| 2002  | 2010  | 2011  | 2012  | 2013  | 2014  | 2015  |
| ----- | ----- | ----- | ----- | ----- | ----- | ----- |
| 1198  | ↗1315 | ↗1316 | ↗1327 | ↗1333 | ↗1346 | ↗1359 |
| 2016  | 2017  | 2018  | 2019  | 2020  | 2021  | 2023  |
| ↘1343 | ↗1362 | →1362 | ↘1355 | ↗1368 | ↗1419 | ↗1423 |
| 2024  | 2025  |       |       |       |       |       |
| ↗1425 | →1425 |       |       |       |       |       |

## Состав сельского поселения
| № | Населённый пункт | Тип населённого пункта       | Население |
| - | ---------------- | ---------------------------- | --------- |
| 1 | Комсомольское    | село, административный центр | →1425     |